# Pindwara
Pindwara est une ville de la province du Rajasthan, district de Sirohi, en Inde.
Au recensement de 2001, la population était de 20 758 habitants.
La région a une importante activité industrielle (cimenteries).